# 宇宙刑事 NEXT GENERATION
『宇宙刑事 NEXT GENERATION』（うちゅうけいじ ネクストジェネレーション）とは、宇宙刑事シリーズのオリジナルビデオ作品。『宇宙刑事シャリバンNEXT GENERATION』と『宇宙刑事シャイダーNEXT GENERATION』の全2巻。2巻共東映Vシネマの作品である。

## 概要
映画『宇宙刑事ギャバン THE MOVIE』で復活した宇宙刑事シリーズの世界観を活かした平成宇宙刑事シリーズの第2弾。タイトルに「NEXT GENERATION」とあるように、『宇宙刑事シャリバン』と『宇宙刑事シャイダー』の次世代の宇宙刑事の活躍を描いており、『ギャバン THE MOVIE』で登場した日向快 / 二代目シャリバンと烏丸舟 / 二代目シャイダーが主人公を務め、『ギャバン THE MOVIE』の主人公である十文字撃 / ギャバンtypeGも登場する。オリジナルシリーズからも『シャリバン』の伊賀電 / 初代宇宙刑事シャリバン役の渡洋史、『シャイダー』のヒロイン・アニー役の森永奈緒美、宇宙刑事シリーズ3作品に登場する大山小次郎役の鈴木正幸が当時と同じ役で出演し、故人である沢村大 / 初代宇宙刑事シャイダー役の円谷浩も写真で登場している。歴代主題歌を担当した歌手の串田アキラも端役で出演する。
脚本は宇宙刑事シリーズ復活の先駆けとなった『海賊戦隊ゴーカイジャーVS宇宙刑事ギャバン THE MOVIE』を手掛けた荒川稔久が担当し、本作品では主題歌の作詞も行った。監督・アクション監督の坂本浩一は宇宙刑事シリーズに携わるのは初めてであるが、『仮面ライダーW RETURNS』『仮面ライダー×仮面ライダー フォーゼ&オーズ MOVIE大戦MEGA MAX』『仮面ライダー×仮面ライダー ウィザード&フォーゼ MOVIE大戦アルティメイタム』といったスピンオフVシネマやリメイクキャラクターの登場する作品を担当してきた経験が本作品で活かされている。
発売に先立ち上映イベントも行われ、2014年9月7日に東京・虎ノ門、9月13日に福岡・博多、9月14日に大阪・梅田、9月15日に愛知・名古屋で順次行われた。また上映イベント初日の9月7日には、メインキャストと監督の坂本浩一らがイベント後に行われたニコニコ動画のニコニコ生放送での特番にも引き続き出演し、『シャリバン』と『シャイダー』のテレビシリーズ冒頭5話の無料配信も行われた。

### 企画経緯
監督の坂本浩一は映画『俺たち賞金稼ぎ団』の製作中、同作品のような特撮OBを集めた作品を再び制作したいという東映ビデオプロデューサーの中野剛から要望され、当時手の空いていた東映プロデューサーの塚田英明と組んで企画立案を開始した。当初は、『スーパーヒロイン大戦』というまったく別の企画を予定していたが、塚田と東映ビデオとの打ち合わせで宇宙刑事シリーズの新作を制作する運びとなり、かねてから宇宙刑事シリーズを撮ることを希望していた坂本もこれを快諾した。脚本の荒川稔久は、塚田からの指名で参加した。なお、『スーパーヒロイン大戦』のアイデアは、本作品のキャラクターも登場する『ガールズ・イン・トラブル スペース・スクワッド EPISODE ZERO』という形で実現している。
日向快と烏丸舟は『宇宙刑事ギャバン THE MOVIE』と『仮面ライダー×スーパー戦隊×宇宙刑事 スーパーヒーロー大戦Z』の2作品に登場していたが、それぞれキャラクター性は掘り下げられていなかったため、その肉付けが課題となった。シャリバンでは熱さ、シャイダーでは明るさとパートナーとの関係性など旧作の主人公のイメージを踏襲し、坂本はそれぞれのキャラクターをブルース・リーとジャッキー・チェンに例えている。また、シャイダーに関しては『コブラ』のコブラや『シティーハンター』の冴羽獠も例に挙げている。
『爆竜戦隊アバレンジャー』の出演者である西興一朗・富田翔・西島未智の出演は、『爆竜戦隊アバレンジャー 10 YEARS AFTER』が諸事情で制作に至らなかったことに因む。
大山小次郎の登場は、荒川が『ゴーカイジャーVSギャバン』の脚本でも描写していたが、実現していなかった。

### ストーリー
『宇宙刑事シャリバン NEXT GENERATION』
過去に壊滅したマクー、マドー、フーマの構成員と同じ名を名乗る犯罪者たちが銀河系の各地で暴れていた。十文字撃はマクーの残党だったリザードダブラーと戦い、これを逮捕するが、その裏にある何かを感じとっていた。一方、日向快は相棒のシシーと共にネオマドーのガイラー将軍が行おうとしている違法薬物「ハイパーM」の取引を防ぐために地球を訪れ、快の幼なじみセイギとその相棒アイリーンと捜査を行うことになる。しかし、快はゴードン長官からのある「特命」を受けていた。
『宇宙刑事シャイダー NEXT GENERATION』
シャリバンの事件後、ホラーガールを追跡していたギャバン/十文字撃は突き止めたアジトを襲撃するが逃げられてしまう。その直後、エリーナ秘書官から捜査中止の連絡を受けてバード星に帰還したギャバンはゴードン長官の娘、ヒルダが誘拐されたことを知る。
一方、地球では2代目シャイダーこと烏丸舟が武器密輸の常習犯、不思議獣ピタピタを追っていた。取引現場を抑えようとした寸前、突如現れたシャイダーの相棒タミーが乱入し、犯人が逃走してしまう。辛うじて逮捕したシャイダーだったが、取引のブツはなんと誘拐されたヒルダであった。

## 登場人物

### 銀河連邦警察
元宇宙刑事も合わせて記載する。
日向 快（） / 宇宙刑事シャリバン
伊賀電からシャリバンのコンバットスーツとコードネームを受け継いだ宇宙刑事。

烏丸 舟（） / 宇宙刑事シャイダー
沢村大からシャイダーのコンバットスーツとコードネームを受け継いだ宇宙刑事。

十文字 撃（） / 宇宙刑事ギャバンtypeG（タイプジー）
一条寺烈からギャバンのコードネームを受け継いだ宇宙刑事。『宇宙刑事ギャバン THE MOVIE』、『特命戦隊ゴーバスターズ』、『スーパーヒーロー大戦Z』を経て立派な一人前の宇宙刑事に成長している。

シシー
宇宙科学捜査官で快のパートナー。

タミー
舟の相棒の女宇宙刑事。

セイギ / 宇宙刑事エステバン
第6銀河系バヤシア星担当の宇宙刑事で、快と同じくイガ星の出身。作中の昔話によると、快とは幼馴染で何かと昔から勝負をしていた様子。真面目な快とは違って至って軽いノリの性格だが、犯罪を憎む気持ちは人一倍熱く、その能力も非常に高い。
しかしハイパーMの取引現場を押さえる作戦においてトイレと称して一時持ち場を離れた上、ハイパーMを仲間に試し射ちしたガイラー将軍への怒りから先走って取引現場に一人で突入してしまい、ガイラー将軍を取り逃がすなど捜査を台無しにしてしまう。さらに、その後は解剖中のガードビーストを連れ出して逃走を図るアイリーンを追うが、先に彼女を追った快を助けようとしてアイリーンを撃ってしまい、精神的ショックからしばらく休養する。
しかし、正体はネオマドーのスパイであり、職務の中で「人間の本質は悪であるから宇宙にはびこる悪を根絶することはできない」と悟り、「悪とつるめば宇宙刑事は最高においしい仕事である」と考えるに至り、アイリーンにスパイの嫌疑がかかるよう仕向けつつスパイとして秘かに私腹を肥やしていた。犯罪を憎む気持ちやアイリーンを撃ってしまった後のショックを受けた様子も芝居に過ぎず、取引現場突入の際にトイレと称して場を離れたのもガイラー将軍に突入作戦を事前に知らせるためであり、アイリーンを撃ったのもスパイの嫌疑が晴れる前に抹殺するためだった。
その後、休養を利用してアイリーンを見舞った際には秘かに盗聴器を仕掛けて快の行動を監視し、彼が真実を突き止めたことを知ると抹殺を目論み、ガードビースト（ジェンサー）との待ち合わせ場所であるビル屋上に爆弾を仕掛ける。快との決戦では卑劣かつ狡猾で残忍な本性を露わにして、あらかじめ連れ出していたアイリーンを人質に取り、「勝ち残った者がすべてなんだ！どんだけ綺麗事言おうが、負けりゃ終わりさ！」と罵りつつ快を痛めつけるが、最後は決死の覚悟でハイパーMを服用した快の前に敗れ、逮捕された。

アイリーン
セイギとコンビを組む宇宙刑事。コンバットスーツは持たないが、生身でも高い戦闘能力を持ち、小型の拳銃を持つ。
どこか周りとは一線を引くように素っ気ない態度を取り、一緒に捜査を行う相手である快やシシーとの握手すら拒み、さらにはそれを注意したシシーを投げ飛ばしてしまう。
ゴードン長官からはネオマドーのスパイとの嫌疑を向けられており、取引現場突入の際に捕獲されたガードビーストの解剖を妨害するなどの行動から快も彼女がスパイとの疑いを向けるが、快に追い詰められた際に何かを見せようとしたところでセイギに撃たれ、瀕死の重傷を負う。実はそのガードビーストは殉職したとされていたジェンサーが潜入捜査のために自己志願で改造されたものであり、アイリーンは彼との連携で極秘のうちに（ゴードン長官にも隠していた）捜査を行っていた。真実が明らかになった後には人質としてセイギに連れ出されるが、その際に「アンタがこんなクズだったとはね」と軽蔑の言葉を向けていた。

ジェンサー
かつてアイリーンのパートナーだった宇宙刑事。すでに殉職しており、一緒に写った生前の写真をアイリーンが持ち歩いている。
実は表向きは殉職したことにした上で、アイリーンとの連携でネオマドーに潜入捜査しており、そのために自ら志願してガードビーストに改造されていた。事実を知った快の「なぜそうまでするのか」という疑問に対しては「宇宙刑事だからだ。『バカな奴』だと罵る奴もいるだろう。だが俺は…この拳を、普通の人々の、普通の幸せのために使いたいんだ。力を持たない、けれど平和を愛する誰かのためにな」と答えているが、セイギの仕掛けた爆弾から快を守るために自ら犠牲となる最期を遂げた。

エリーナ
コム長官の時代から秘書官を受け持っている。ゴードンとは着任以前から知り合いらしく、ヒルダのことも幼稚園のころからの知り合いである様子。

ニコラス・ゴードン
コムに代わって銀河連邦警察の司令長官に着任した男。
シャリバン編ではホラーガールの追跡をギャバンに命じるが、シャイダー編では捜査を妨害させるために娘のヒルダを誘拐されてしまい、捜査中止の苦渋の決断を下すことになる。

大山 小次郎（）
初代宇宙刑事たちのよき友人。エネルギー研究所の所長を経て、現在は銀河連邦警察のサイバー犯罪捜査官として活躍している。

伊賀 電（）
かつて宇宙犯罪組織マドーを壊滅させ、マドーに滅ぼされた故郷イガ星を再興させた伝説の宇宙刑事。

沢村 大（）
かつて不思議界フーマをアニーと共に壊滅させた伝説の宇宙刑事にして、伝説の戦士シャイダーの末裔。アニーの診療所に一緒に写っている写真が大事に置かれており、舟とタミーを心配するアニーが語りかけている。

アニー
かつて沢村大との名コンビで知られた元女宇宙刑事。宇宙刑事シリーズの登場人物を参照。

### コピーキャット
かつて初代宇宙刑事たちが戦ったマクー・マドー・フーマを崇拝する犯罪者たち。
- 予算・スケジュールの関係から、宇宙規模の大犯罪を解決するのは難しいため、コピーキャット（模倣犯）というアイデアがとられた[12]。

ホラーガール
ドン・ホラーの秘書だった人型の女性怪人と同じ容姿をした怪人で本作品のシャリバンとシャイダーが担当した2つの事件における最大の黒幕。かつてのホラーガールは人語を話すことはほとんどなかったが、今回は作中で流れる犯罪者たちのニュースを見ては不気味に笑い、「ウケる」などのいくつかギャル語を話している（「シャイダー」編にて、アジトを突き止めた撃と快がそこで見つけたある物がキッカケでホラーガールの正体を知る事となる）。
- ドン・ホラーの側に常にいたことから、宇宙警察側にホラーガールの鮮明な記録は存在しないだろうとの想定で、デザインはオウムやインコの頭部をモチーフとしている。

リザードダブラー
かつてマクー残党がドン・ホラー復活を企んだ際に暗躍していたダブルモンスターと同種の怪人。その正体はホラーガールが生み出したコピーモンスターの1体。なお、『ギャバンTHE MOVIE』および『スーパーヒーロー大戦Z』に登場した個体との関係性は不明。

#### ネオマドー
ガイラー将軍
ネオマドーの首領。マドーの幹部だった「ガイラー将軍」を名乗るが、まったく別人の宇宙犯罪者。
本物のガイラーとは対照的に戦闘能力は皆無。禁止薬物「ハイパーM」の密売を地球で行おうと画策する。ボディーガードのガードビーストと多数の手下を引き連れており、エキセントリックな性格。かつてのガイラーのように、手下に相手を攻撃させる際は「抹殺！」とハイテンションな言い方で手下を仕向ける。その後、その正体はホラーガールが生み出したコピーと判明する。

ガードビースト
ガイラーのボディーガードを務めるネオマドーの魔怪獣。高い知能を持ち、魔怪獣の姿でも流暢に喋る。非常に頑強な肉体であらゆる攻撃を防ぎ、剣と銃による格闘戦を得意とする。その正体は、殉職したとされていたアイリーンのパートナー・ジェンサーが潜入捜査のために自己志願で改造された姿であった。
- デザインを担当した篠原は、複雑な設定をどう盛り込むか悩み、最終的に韮沢靖が描くような悪そうでいて格好いいというテイストとした。

ネオマドー兵士
ガイラーの手足となって働く兵士。剣を武器に戦う。黒い戦闘服とアゴから鼻先を隠す覆面が特徴的。

#### 宇宙マフィア
ガマゴン
初代シャリバンに倒されたガマゴン大王の同族と思われる宇宙マフィアのボス。ガマゴン大王と違って人型体型。頭部がガマゴン大王に似ている。ガイラー将軍とのハイパーMの取引現場を襲撃された際に幻夢界発生マシンを使って応戦するが、マシンの暴走による爆発であえない最期を遂げる。断末魔の叫びは、実は「アマ〜イ！」と言っているらしい。
- デザインを担当した篠原は、ガマゴンの頭部を模した被りものを被っていると想定している。宇宙の夏祭りなどで売っているお面で、原典にわりと忠実だが、本来の目ではないところが覗き穴という解釈となっている。

戦闘員
迷彩服にボディーアーマーを装着したひとつ目で人型の宇宙人。

#### フーマ
神官ポー
ピタピタにヒルダの輸送を依頼した人物。通信機の音声と小さな立体映像でしか姿は確認できないが、かつて初代シャイダーと戦った神官ポーとは別人の様に見える。。

不思議獣ピタピタ
宇宙を股にかける武器密輸屋。どんなものでも金次第で運ぶ武器密輸の常習犯で、重要指名手配されている。ガードビーストと同じく知能が高く、人語を流暢に喋る。地球のテラスカフェで取引をしていたところをシャイダーに発見される。「ベトベト」「ビシャビシャ」など、シャイダーに名前を覚えてもらえないことに苛立ちを見せる。
その正体はキーザ星人バーシであり、ダブルモンスター同様にホラーガールが生み出したコピーである。
- 設定上は不思議獣そのものではないことから、デザインも不思議獣に吸盤で擬態しているタコ型宇宙人と想定して描かれた。色調が抑えられていた原典の不思議獣に対して、作品のトーンに合わせて明るめにしている。

戦闘員ミラクラー
フーマの戦闘員。顔はかつての戦闘員と同一だが、ボディーアーマーを装着しているなど、装備品や服装が異なっている。

### その他
ヒルダ・ゴードン
ゴードン長官の娘。ポーに誘拐されたところを偶然からシャイダーに救われるが、「ピタピタジェル」の攻撃により舟と繋がれた状態になってしまう。さらには「ピタピタジェル」の副作用で舟とヒルダの肉体がシンクロし、一心同体の状態になってしまったことで舟が受けたダメージがそのまま彼女に返ってきてしまい、重傷の状態に陥る。それにより危険な状態に陥ったことで、舟はアニーの元を訪れる。

カフェのマスター
ピタピタと取引をしていたカフェの金髪の店長。突如乱入してきたタミーとシャイダーのドタバタ劇を見届けて「何だこりゃ? わけわかんねえ！」と謎のポーズを決めた。

## 銀河連邦警察の装備・戦力
スペースシェリフ・トリプルダイナミック
ギャバンtype.Gのギャバン・ダイナミック、シャリバンのシャリバン・クラッシュ、シャイダーのシャイダー・ブルーフラッシュ、電子星獣ドルのドルファイヤー、グランドバース（バトルバース・フォーメーション）のプラズマカノン、バビロス・バトルフォーメーションのバビロスファイヤーの同時攻撃。

### コンバットスーツ
宇宙刑事シャリバン
日向快が伊賀電から受け継いだ真紅のコンバットスーツ。「赤射！」の掛け声により赤射蒸着する。
ギャバンtypeGと違い、外見的には電が装着していた当時の物とまったく同じだが、クライムバスターのレーザーが光線タイプから弾丸タイプに変更され、快が赤射前から携帯している。
必殺技のシャリバン・クラッシュはエネルギーを斬撃として飛ばすことも可能。

宇宙刑事シャイダー
烏丸舟が沢村大から受け継いだ青と銀に輝くコンバットスーツ。「焼結！」の掛け声で装着する。
シャリバン同様に外見的な変更はないが、ビデオビームガンは光線タイプのままだが、敵まで一直線に伸びていた初代に比べるとかなり短く単発になっている。
初代より技が増えており、特にシャイダーパワーボム、シャイダーブレーンバスターなどのプロレス技が増えている。
シャリバン同様にシャイダー・ブルーフラッシュを斬撃として飛ばすことが可能。
宇宙刑事エステバン
セイギが「電着」した姿。黄金に輝くコンバットスーツ。レーザーブレードと専用の銃を持つ。
必殺技はレーザーブレードにエネルギーを収束し、横一閃に斬撃を飛ばすエステバン・アグレッション。

### 母艦
グランドバース
シャリバンの活動拠点となる超次元戦闘母艦。コンバットスーツと同じく快が受け継いだ。さまざまな設備が一新されており、今回のVシネマでは操縦席・医療室・ミーティングルームなどでの日常が公開されている。また、ミーティングルームの壁面は風景を変更できる装置が備わっており、快たちが食事をする際に広いダイナーが投影されている。
バトル・フォーメーション
グランドバースが人形巨大ロボ形態に変形した姿。今回はシシーが操縦しており、バースビームでシャリバンを援護している。グランドバスターとプラズマカノンの連続射撃バースビームを発動した。

バビロス
舟が受け継いだ超次元戦闘母艦。ドルギランやグランドバース同様に内装は一新されている。
終盤に戦闘に参加しており、船首部分にシャイダーが搭乗している。
バトルフォーメーション
終盤に変形。バビロスファイヤーを発射している。

セイギ専用母艦（名称不明）
セイギが任務で乗っている超次元高速機。全体の形状は不明だが、船首部分のみ映し出されている。

### 装備品
通信機（名称不明）
宇宙刑事全員に支給されているスマートフォン型携帯通信機。パートナー通信はもちろん星間通信も可能で、バード星本部にいるエリーナとも直接通信が可能。また、宇宙刑事としての身分証明書でもある。さらには手配者リストの表示・検索や母艦内の施設を操作するリモコンとしての機能も持ち、その用途は多岐に渡る。

銀河連邦警察の銃（名称なし）
女性刑事が所持している小型の銃。女性でも取り回しが容易で、劇中ではアイリーンとタミーが使用している。小型ながらも威力は抜群で、一撃で戦闘員を一網打尽にする。

## コピーキャット関連の用語・装備・戦力
ハイパーM
ネオマドーが精製した違法薬物。注射ガンを使って身体に投与する。瞬時に人間の筋力の増強と痛覚の無効化を引き起こす作用があり、身体を引き裂かれる重傷を負っても倒れることなく前進する驚異的な力を生み出す。その半面、強力な毒素の副作用により、短時間で解毒しなければ確実に死に至る。
ガイラーは多数の一般人を誘拐し、ハイパーMを打ち込んで超人兵士を量産しようとしていた。

幻夢界発生装置 / 不思議時空発生装置 / 魔空空間発生装置
リザードダブラー・ガイラー・ガマゴンが所持していた謎のスイッチ。スイッチを押すことで作動させ、シャリバンを幻夢界に引きずりこんだ。装置自体に問題があるらしく、ガマゴンが2回目に使用した際に暴走、ガマゴンもろとも大爆発を起こした。
不思議獣ピタピタも同じ物を持っており、こちらは不思議時空を発生させる。
終盤に現れた黒幕も所持しており発動させたが、とある場所のスーパーコンピューターのエネルギーを取り込んで暴走を起こして超絶魔空空間を発生させてしまう。
幻夢界
かつて魔王サイコが作り出していたホワイトホールの一種。ただし、上記の幻夢界発生装置で作り出した幻夢界は完璧な空間ではないイミテーションのため不安定。シシー曰く「うそんこの幻夢界」。
不思議時空
かつてフーマが作り出した空間。こちらも「シャリバン編」でガイラーたちが持っていた幻夢界発生装置と同じスイッチで発生させることが可能。また、こちらもイミテーションのため、出力が不安定。
超絶魔空空間
終盤に現れた黒幕が魔空空間を発生させようと装置を発動した際に、とある場所の近くにあったスーパーコンピューターからエネルギーを吸収して暴走し、偶然誕生した通常よりさらに強力な空間。

## キャスト
『宇宙刑事シャリバン NEXT GENERATION』
- 日向快 / 宇宙刑事シャリバン - 三浦力
- セイギ / 宇宙刑事エステバン - 馬場良馬
- アイリーン - 矢吹春奈
- シシー - 桃瀬美咲
- ニコラス・ゴードン長官 - 藤堂新二
- エリーナ秘書官 - 穂花
- ガイラー将軍 - 西興一朗
- ジェンサー / ガードビースト - 富田翔
- ニュースキャスター - 西嶋美幸
- 人見早苗
- 宮内桃子
- キャッチャー中澤
- 烏丸舟 - 岩永洋昭
- 伊賀電 / 宇宙刑事シャリバン（初代） - 渡洋史
- 十文字撃 / 宇宙刑事ギャバンtype.G - 石垣佑磨

『宇宙刑事シャイダー NEXT GENERATION』
- 烏丸舟 / 宇宙刑事シャイダー - 岩永洋昭
- タミー - 川本まゆ
- ヒルダ・ゴードン / ホラーガール - 山谷花純
- ニコラス・ゴードン長官 / 神官ポー - 藤堂新二
- エリーナ秘書官 - 穂花
- シシー - 桃瀬美咲
- ニュースキャスター - 西嶋美幸
- マスター - 串田アキラ（友情出演）
- 日向快 / 宇宙刑事シャリバン - 三浦力
- 大山小次郎 - 鈴木正幸
- 沢村大（写真） - 円谷浩
- アニー - 森永奈緒美
- 十文字撃 / 宇宙刑事ギャバンtype.G - 石垣佑磨

### 声の出演
『宇宙刑事シャリバン NEXT GENERATION』
- ガマゴン - 井戸田潤（スピードワゴン）
- ナレーション、リザードダブラー - 増谷康紀[15]

『宇宙刑事シャイダー NEXT GENERATION』
- 不思議獣ピタピタ - 鈴村健一
- ナレーション - 増谷康紀

### スーツアクター
エンドクレジットより。
- シャリバン - 岩上弘数
- シャイダー - 羽賀亮洋
- ギャバン type.G - 下川真矢
- 杉口秀樹
- 大石将史
- 谷山尚未
- 内ヶ崎ツトム
- 市山英貴
- 大隈厚志
- 野田諭司
- 中山甲斐
- 古屋貴士
- 田之上生海
- 宮木ヨシオ
- 山口真弥
- 安永晃
- 田中大登
- 猪原伸浩

## スタッフ
- 原作 - 八手三郎
- エグゼクティブ・プロデューサー - 日笠淳（東映）、加藤和夫（東映ビデオ）
- プロデューサー - 梶淳（テレビ朝日）、塚田英明（東映）、中野剛（東映ビデオ）
- 脚本 - 荒川稔久
- 音楽 - 渡辺宙明、Project.R
- 撮影 - 百瀬修司
- 照明 - 太田博
- 美術 - 和田洋
- 編集 - 須永弘志
- 録音 - 山口満大
- スクリプター - 中村めぐみ
- 助監督 - 須上和泰、大峯靖弘
- 計測 - 岩崎智之
- キャラクターデザイン - 篠原保
- 制作担当 - 喜多智彦
- ラインプロデューサー - 谷口正洋
- 製作プロダクション - 東映テレビ・プロダクション
- 制作 - 東映ビデオ、テレビ朝日、日本コロムビア、東映エージエンシー、東映、ADK
- 監督・アクション監督 - 坂本浩一

## テーマソング
「宇宙刑事 NEXT GENERATION」
作詞 - 荒川稔久 / 作・編曲 - 渡辺宙明 / 編曲 - 大石憲一郎 / 歌 - 串田アキラ
『シャイダー NEXT GENERATION』の挿入歌として使用された。

### 挿入歌
『宇宙刑事シャリバン NEXT GENERATION』
「宇宙刑事ギャバン -Type G-」
作詞 - 山川啓介 / 作曲 - 渡辺宙明 / 編曲 - 和田耕平 / 歌 - 串田アキラ
「宇宙刑事シャリバン」
作詞 - 山川啓介 / 作・編曲 - 渡辺宙明 / 歌 - 串田アキラ
『宇宙刑事シャイダー NEXT GENERATION』
「宇宙刑事シャイダー」
作詞 - 山川啓介 / 作・編曲 - 渡辺宙明 / 歌 - 串田アキラ

### エンディングテーマ
『宇宙刑事シャリバン NEXT GENERATION』
「強さは愛だ」
作詞 - 山川啓介 / 作・編曲 - 渡辺宙明 / 歌 - 串田アキラ
『宇宙刑事シャイダー NEXT GENERATION』
「ハロー！シャイダー」
作詞 - 山川啓介 / 作・編曲 - 渡辺宙明 / 歌 - 串田アキラ

## Blu-ray / DVD
『宇宙刑事シャリバン NEXT GENERATION』
2014年10月10日発売。
- 宇宙刑事シャリバン NEXT GENERATION 通常版（1枚組）
  - 映像特典
    - TRAILER
    - SPACE SHERIFF FILE
    - POSTER VISUAL
    - INFORMATION

  - 音声特典（Blu-ray版のみ）
    - オーディオコメンタリー（三浦力×岩永洋昭×石垣佑磨×監督・アクション監督：坂本浩一）
- 宇宙刑事シャリバン NEXT GENERATION 赤射版（Blu-ray2枚組・初回限定生産）
  - ディスク1：本編Blu-ray（通常版と同様）
  - ディスク2：特典Blu-ray
    - メイキング 赤射せよ！
    - 製作記者発表
    - ノンスーパーED

  - 封入特典
    - 赤射CD
    - 赤射ブックレット
    - 宇宙刑事 NEXT GENERATION BOX（本商品と『宇宙刑事シャイダー NEXT GENERATION 焼結版』を収納できる特製BOX）

『宇宙刑事シャイダー NEXT GENERATION』
2014年11月7日発売。
- 宇宙刑事シャイダー NEXT GENERATION 通常版（1枚組）
  - 映像特典
    - TRAILER
    - SPACE SHERIFF FILE
    - POSTER VISUAL
    - INFORMATION

  - 音声特典（Blu-ray版のみ）
    - オーディオコメンタリー（岩永洋昭×三浦力×石垣佑磨×監督・アクション監督：坂本浩一）
- 宇宙刑事シャイダー NEXT GENERATION 焼結版（Blu-ray2枚組・初回限定生産）
  - ディスク1：本編Blu-ray（通常版と同様）
  - ディスク2：特典Blu-ray
    - メイキング 焼結せよ！
    - 製作記者発表
    - ノンスーパーED

  - 封入特典
    - 焼結CD
    - 焼結ブックレット
    - 宇宙刑事リフレクターストラップ

## 他媒体展開
『ガールズ・イン・トラブル スペース・スクワッド EPISODE ZERO』
2017年6月17日公開。シシーとタミーが登場。
『宇宙戦隊キュウレンジャーVSスペース・スクワッド』
2018年6月30日公開。シャイダーが登場。